# ميغيل إيبارا
ميغيل إيبارا (بالإنجليزية: Miguel Ibarra)‏ هو لاعب كرة قدم أمريكي، ولد في 15 مارس 1990 في نيويورك في الولايات المتحدة. شارك مع منتخب الولايات المتحدة لكرة القدم. أما مع النوادي، فقد لعب مع كلوب ليون.

## وصلات خارجية
- ميغيل إيبارا على موقع الدوري الأمريكي (الإنجليزية)
- ميغيل إيبارا على موقع قاعدة بيانات كرة القدم.إي يو (الإنجليزية)
- ميغيل إيبارا على موقع ناشيونال فوتبول تيمز (الإنجليزية)
- ميغيل إيبارا على موقع Soccerway.com (الإنجليزية)
- ميغيل إيبارا على موقع عالم كرة القدم.نت (الإنجليزية)
- ميغيل إيبارا على موقع AS.com (الإسبانية)